# دييغو ماغايانيس
دييغو ماغايانيس (بالإسبانية: Diego Magallanes)‏ هو لاعب كرة قدم أرجنتيني في مركز الدفاع، ولد في 31 مارس 1997 في مدينة بيلار، مقاطعة بوينس آيرس في الأرجنتين. لعب مع Club Atlético Colegiales (Argentina) ‏.

## وصلات خارجية
- دييغو ماغايانيس على موقع قاعدة بيانات كرة القدم.إي يو (الإنجليزية)
- دييغو ماغايانيس على موقع Soccerway.com (الإنجليزية)